# ケナガネズミ
ケナガネズミ(毛長鼠、Diplothrix legata)は、哺乳綱齧歯目ネズミ科ケナガネズミ属に分類される齧歯類。本種のみでケナガネズミ属を構成する。

## 分布
日本（奄美大島、沖縄島北部、徳之島）固有種
模式標本の産地（基準産地・タイプ産地・模式産地）は、沖縄島。那覇市の崎樋川貝塚から発掘例があり、縄文時代には沖縄島広域に分布していた可能性がある。

## 形態
頭胴長（体長）22 - 33センチメートル。尾長24.6 - 33センチメートル。背面は2.9センチメートルの体毛で被われるが、5 - 6センチメートルの長い剛毛と長さ2.5センチメートルの扁平な刺状の体毛が混じる。尾は0.3 - 0.4センチメートルの体毛で被われる。背面の毛衣は黄褐色、腹面の毛衣は暗褐色。尾は黒褐色だが、先端（尾の2/5）は白い。
後足長4.9 - 6センチメートル。

## 分類
形態やミトコンドリアDNAシトクロムbの分子系統推定などから、クマネズミ属に近縁と考えられている。

## 生態
アラカシやスダジイなどからなる常緑広葉樹林に生息する。樹上棲。夜行性。樹洞に木の枝や枯れ葉を組み合わせた、直径30センチメートルに達する球状の巣を作る。
食性は雑食と考えられ、シイ類の果実、サツマイモ、昆虫などを食べる。ナメクジ類やミミズ類を食べた例もある。
繁殖様式は胎生。秋季から初冬に交尾し、晩秋から冬季に出産すると考えられている。2 - 5頭の幼獣を産む。

## 人間との関係
奄美大島の方言名としてドオジロ、徳之島の方言名としてジュジュロやヤマアラシがある。沖縄島での方言名として、ヤマアジやヤマアージがある。
森林伐採やサトウキビ・パイナップル用の農地開発・牧草地への転換による生息地の破壊、道路建設に伴う生息地の分断、交通事故、人為的に移入されたイヌやネコ・フイリマングースなどによる捕食などにより生息数は減少している。道路建設は交通事故や、イヌやネコが本種の分布域に侵入しやすくなるという問題もある。1980年代以降は、分布が奄美大島中部から南西部、沖縄島（国頭村）、徳之島北部および中部に限定された。フイリマングース防除事業により奄美大島では2000年以降（2008年には奄美大島北西部でも分布が確認された）、沖縄島では2009年以降は分布は拡大傾向にある。一方でマングース駆除事業によって混獲され、死亡してしまうという問題もあり、奄美大島では混獲を減らすため罠の改良や一部地域では罠設置時期を制限するなどの工夫がなされている。2009年に、奄美大島と沖縄島で混獲例が急増した。少なくとも沖縄島では2000年以降は目撃例が増加したが、2014年以降は目撃例が激減している。奄美大島では個体数の回復につれて、2020年ころからロードキルも増加し、街中でも目撃されるようになった。
日本では1972年に、国の天然記念物に指定されている。2016年に種の保存法により、国内希少野生動植物種に指定されている。2017年現在は沖縄県レッドリストで、絶滅危惧IA類と判定されている。
絶滅危惧IB類 (EN)（環境省レッドリスト）
- 鹿児島県版レッドデータブック - 絶滅危惧I類